# Greta quinta
Greta quinta är en fjärilsart som beskrevs av Otto Staudinger 1885. Greta quinta ingår i släktet Greta och familjen praktfjärilar. Inga underarter finns listade i Catalogue of Life.